# Juliet Wilson Bareau
Juliet Wilson Bareau (1935) es una historiadora del arte, investigadora independiente y comisaria de exposiciones británica, especialista principalmente de los pintores Francisco de Goya y Édouard Manet. Desde 1993 a 1994, dirigió la Cátedra de Bellas Artes en la Universidad de Oxford. Ha comisariado exposiciones sobre Goya, entre otras instituciones, en el Museo del Prado y en la Real Academia de Artes de Londres.

## Biografía
Algunas de sus publicaciones más relevantes son los catálogos de exposición El capricho y la invención: cuadros de gabinete, bocetos y miniaturas (Museo del Prado, 1993-1994), Goya: The Witches and Old Women Album (Courtauld Institute, 2020), o su contribución al catálogo Manet/Velazquez: The French Taste for Spanish Painting (Musée d'Orsay / Metropolitan Museum, 2002-2003).
Junto a Manuela Mena ha propuesto la descatalogación de algunos cuadros como La lechera de Burdeos, que atribuyeron a Rosario Weiss (hija de Leocadia Weiss, ama de llaves de Goya). También apoyó la desatribución de El coloso, actualmente considerado como de un seguidor de Goya (el Museo del Prado lo cataloga como "atribuido a Goya").
Wilson Bareau se expresa en estos términos acerca de Goya:

Goya fue un hombre muy listo e inteligente [...] Nunca he creído en esa idea extendida de que a los 50 años se descubre como un gran artista. Siempre buscó el sentido de todas las obras, incluso en el pintor religioso. No me gusta hablar de genio porque se aplica a la ligera y a los genios no se les mira. En su obra todo tiene unidad y sentido y es tal pintor que es incapaz de hacer una obra mala. Cada vez que tiene un pincel en la mano se expresa con toda su inteligencia y entusiasmo, con una calidad sorprendente. Es un hombre absolutamente completo, que se apasiona por la caza, escucha seguiriyas [seguidillas] o se pasea por las calles de París porque quiere ver y entender todo.

En 1971 publicó, junto a Pierre Gassier, «el mejor y más completo catálogo de Goya» traducido al español por la editorial Juventud de Barcelona en 1974 bajo el título Vida y obra de Francisco de Goya.